# Асколі-Сатріано
Асколі-Сатріано (італ. Ascoli Satriano) — муніципалітет в Італії, у регіоні Апулія, провінція Фоджа.
Асколі-Сатріано розташоване на відстані близько 270 км на схід від Рима, 110 км на захід від Барі, 28 км на південь від Фоджі.
Населення — 6288 осіб (2014).
Щорічний фестиваль відбувається 14 січня. Покровитель — San Potito.

## Демографія
Населення за роками:

Станом на 1 січня 2023 року в муніципалітеті офіційно проживав 381 іноземець з 29 країн, серед них 261 громадянин країн Євросоюзу та 24 громадяни України.

## Персоналії
- Мікеле Плачидо (*1946) — італійський актор та кінорежисер.

## Сусідні муніципалітети
- Кандела
- Кастеллуччо-дей-Саурі
- Черіньола
- Делічето
- Фоджа
- Лавелло
- Мельфі
- Ордона
- Орта-Нова
- Сторнарелла